# San Blas Atempa
San Blas Atempa är en kommun i Mexiko.   Den ligger i delstaten Oaxaca, i den sydöstra delen av landet, 500 km sydost om huvudstaden Mexico City.
Följande samhällen finns i San Blas Atempa:
- Santa Rosa
- Rancho el Llano
- Crucero de San Blas
- Loma Bonita